# Willer
Willer település Franciaországban, Haut-Rhin megyében. Lakosainak száma 299 fő (2022. január 1.). Willer Bettendorf, Steinsoultz, Franken, Hundsbach, Hausgauen és Illtal községekkel határos.

## Népesség
A település népessége az elmúlt években az alábbi módon változott:
| Lakosok száma | 330  | 324  | 327  | 308  | 313  | 310  | 307  | 303  | 299  |
|               | 2013 | 2015 | 2016 | 2017 | 2018 | 2019 | 2020 | 2021 | 2022 |